# Весна (картина Пластова)
«Весна́» — картина русского советского художника Аркадия Пластова. В работе над полотном ему помогал сын Николай, за год до этого окончивший Московский художественный институт имени В. И. Сурикова. Работа над картиной проходила летом и осенью 1954 года сначала на родине Аркадия Пластова — в деревне Прислониха Ульяновской области, а затем в Москве, в мастерской художника. Искусствоведы по-разному датируют возникновение замысла картины. Одни утверждают, что «Весна» была задумана художником в 1944 году, другие относят её замысел к 1930-м годам, когда был создан этюд, изображающий семью в деревенской бане.
Картина изображает, как обнажённая молодая женщина в открытом предбаннике курной деревенской бани, под редким весенним снегом одевает маленькую девочку. Картина была представлена зрителям в самом начале хрущёвской оттепели и произвела сильное впечатление на специалистов и широкую зрительскую аудиторию. Тема женской наготы длительное время была слабо представлена в советской живописи. Необычный сюжет спровоцировал противоречивые мнения. В частности, художника обвиняли в желании запечатлеть именно обнажённое женское тело и продемонстрировать зрителям нищету крестьянского быта современной ему колхозной деревни. Некоторые художественные критики требовали переименовать картину. В настоящее время полотно находится в коллекции и постоянной экспозиции филиала Государственной Третьяковской галереи — Новой Третьяковки. Картина неоднократно была представлена на выставках в музеях СССР, современной России, а также за рубежом.
«Весна» считается одной из вершин творчества Аркадия Пластова и в разное время привлекала внимание крупных отечественных искусствоведов, культурологов, историков и литераторов. В рамках жанровой сцены художник создал образ, по утверждению кандидата искусствоведения Инги Филипповой, обладающий «божественной красотой». Искусствовед Ариадна Жукова называла картину «Весна» «одним из самых поэтичных и чистых изображений женщины в нашей живописи».

## Сюжет картины и особенности его трактовки художником
Пластов выбрал такой сюжет, где нагота представляется зрителю естественной: молодая женщина в открытом предбаннике курной деревенской бани одевает маленькую девочку. Обнажённое тело молодой женщины «розово-перламутровых тонов» с русыми рыжеватыми волосами сопоставляется художником с потемневшими от времени серыми бревенчатыми стенами, почерневшей от сажи дверью бани и с тёплым тоном золотой соломы на полу предбанника. Лицо героини дышит оживлением, движения её тела и рук гармоничны. Снежинки белыми звёздами вплетаются в золотистые волосы женщины, одевающей девочку, тают на её разгорячённом «жемчужно-розовом» обнажённом теле. Главная героиня картины — воплощение всего прекрасного, что несёт в себе молодость, она соединяет в себе внутреннее богатство и внешнюю прелесть. Взяв простой бытовой мотив, художник создал, по выражению советского искусствоведа, образ юности, полной женственности и чистоты.
По утверждению художника и искусствоведа Игоря Долгополова, курносая девочка с вылезающей из-под платка рыжей чёлкой, которую одевает женщина, прикусила губу. По мнению биографа художника Александра Авдонина-Бирючёвского, девочка «сжала губы и вздёрнула носик от удовольствия». Некоторые исследователи, в том числе Александр Авдонин-Бирючёвский, близко знавший художника, называли персонажей картины матерью и дочерью. Научная сотрудница Государственной Третьяковской галереи Эвелина Полищук воспринимала их как сестёр. Такой же точки зрения придерживался современник Аркадия Пластова искусствовед Александр Каменский.
Сюжет в картине — средство выражения мысли, а не самоцель. Молодая женщина на картине становится олицетворением русской весны. Буквальный «текст» картины (обнажённая девушка одевает после бани девочку) перекрывается «подтекстом» (красота юности, её энергия, жизнеутверждающий пафос). Аллегорический характер придаёт картине русская природа. Пейзаж в картине поэтичен: серая пелена туч затянула небо, падают крупные снежинки, земля освобождается от снежного покрова. Бытовые предметы, изображённые на картине, подчёркнуто материальны: холодная «тяжёлая» вода в ведре, ярко начищенный медный таз. Перенесение сцены в интерьер превратило бы полотно в чисто жанровую картину, которая не даёт повода для широких обобщений и ассоциаций.

## История создания и судьба картины

### Картина «Весна» в контексте творчества Аркадия Пластова
По рассказам его невестки, художницы Елены Холодилиной, к весне Аркадий Пластов относился с большим трепетом. Зиму он жил в Москве, а весной приезжал на свою малую родину — в деревню Прислониха Ульяновской области — и обязательно сам вынимал в доме вторые рамы и открывал окна. Это действие напоминало ритуал.
В начале 1950-х годов Пластов достиг творческой зрелости. Изменилась стилистика его работ — он отошёл от социально направленных сюжетов. После экспрессивности и неистовости картин, характерных для 1930-х годов, насыщенных «страстью и яростью», вслед за драматичными «Сенокосом» и «Жатвой», созданными в 1940-х годах, Пластов перешёл к созданию картин, проникнутых гармонией человека с миром. Его полотна 1950-х и 1960-х годов представляли собой, по словам художественного критика, «сокровенный, страстный шёпот души художника». Бытовой жанр у художника в это время, сохраняя повествовательно-обыденную основу, приобрёл новое качество и перешёл на другой уровень, который был связан с метафоричностью поэтического воплощения.
Тема обнажённого женского тела долгое время была слабо представлена в советской живописи. Полные грубой чувственности или утончённой эротики картины в жанре ню, представленные в дореволюционных салонах, не отвечали цели, поставленной перед искусством новой эпохи, — быть носителем передовых идей современности. Одним из первых Пластов возвратил изображение обнажённого женского тела в советскую живопись. Ранние его опыты в этом жанре — картины «Суббота» и «Трактористки». Они были созданы во время Великой Отечественной войны, в 1942—1943 годах. Одна из задач жанра ню — поиск идеала телесной и духовной красоты. В реализации этой задачи Пластов следовал антиакадемической традиции. Она представлена такими картинами, как «Олимпия» Эдуарда Мане и «Ида Рубинштейн» Валентина Серова. Научный сотрудник Третьяковской галереи Евгения Яркова отмечала, что общепринятому представлению о красоте Аркадий Пластов противопоставлял собственное её понимание. Художник отказывался следовать идеалу Античности или Возрождения, он изображал реального человека — свою современницу. Объектом восхищения оказывается не внешность героини, а гармония в отношениях между женщиной и ребёнком, радость их существования и общения.

### Замысел и работа над полотном
Существует мнение, что замысел картины «Весна» относится к 1944 году, а начало работы художника над ней — к январю 1945-го (большую часть войны Пластов прожил в родной Прислонихе). 5 января Аркадий Александрович писал супруге из Москвы: «4 дня назад сделал акварелью эскиз той картины, для которой уже целый год собираюсь делать с тебя этюды, — это нагая женщина одевает в предбаннике ребёнка, летом это будет сделать необходимо». Завершить работу над картиной автору удалось только в 1954 году. Известно, что художнику в работе над полотном помогал сын, Николай Аркадьевич.
Кандидат филологических наук Татьяна Пластова возводила истоки замысла картины «Весна» к более раннему времени — к так называемому банному сюжету в творчестве художника 1930-х годов. Он зафиксирован в набросках и эскизах Аркадия Пластова в самых разнообразных вариантах, но везде в это время осмысливался художником как бытовая зарисовка. Из числа этих работ «Эскиз № 1» (по классификации Пластовой; бумага, акварель, белила, карандаш, 23,5 × 17 см, находится в частном собрании семьи художника) исследователь соотносит с будущей картиной «Весна». На нём обнажённая женская фигура одевает ребёнка в присутствии полностью одетого мужчины (на нём пальто, шапка и валенки). Действие происходит в бане. Вслед за этим эскизом, вероятно, показавшимся художнику удачным, последовали несколько близких по тематике набросков и акварель с натуры, для которой позировали супруга Пластова и его сын Коля. По мнению исследователя, сам «банный сюжет», имеющий чисто бытовой характер, был отложен на длительное время, а вот фигура женщины, одевающей ребёнка, из этой композиции привлекла внимание мастера и осталась в его творческих планах.

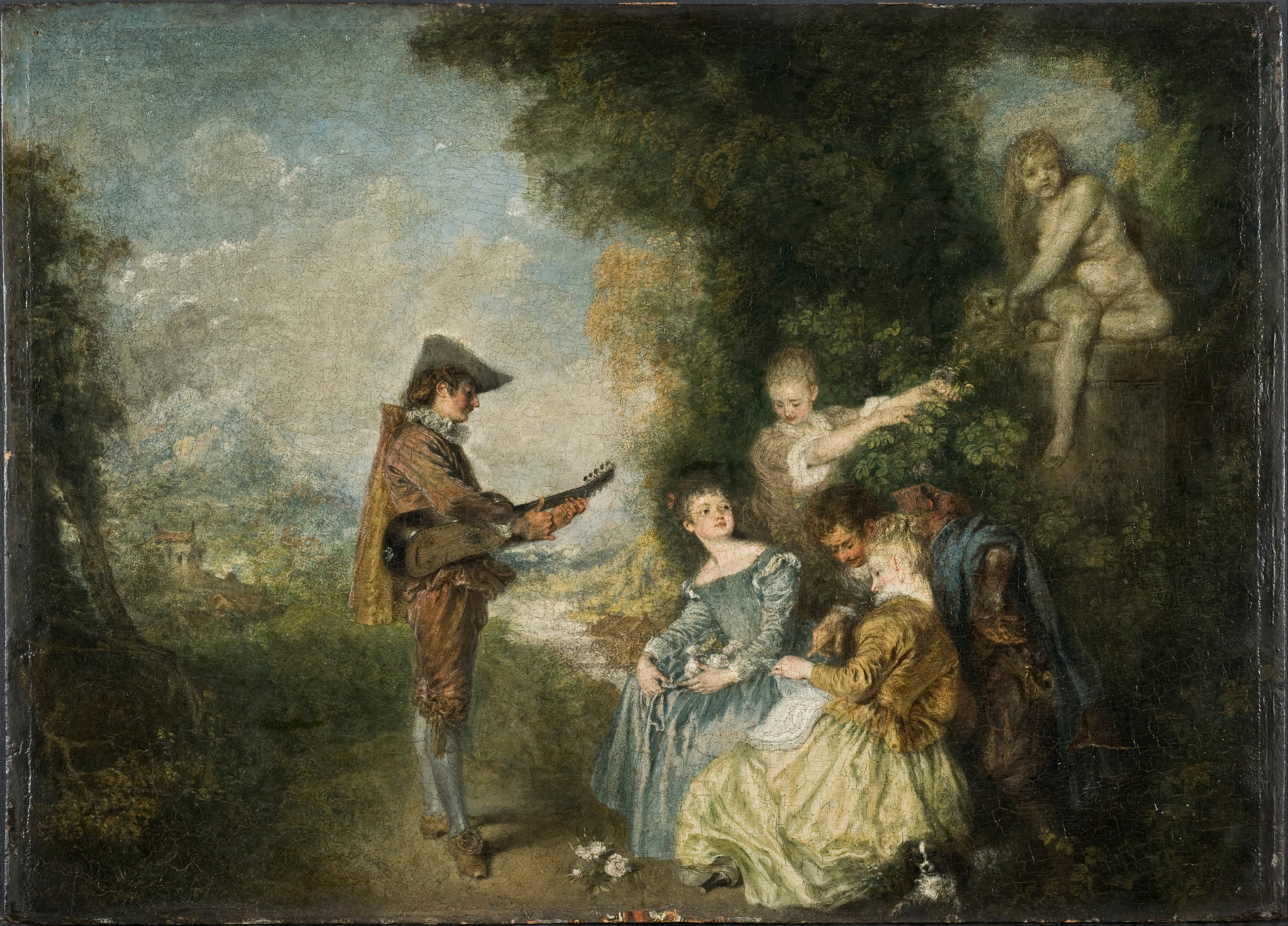
Антуан Ватто. Урок любви, 1716—1717

В 1943 году Аркадий Пластов написал картину «Суббота» (холст, масло, 113 × 160,5 см, собрание семьи Пластовых). На «пасторальном» фоне сельского зимнего пейзажа изображена фигура выбегающей из бани девушки. Она представлена обнажённой, и только голову девушка прикрывает жакеткой. На лице у неё стыдливая улыбка. Татьяна Пластова соотносила это полотно с работами французских художников эпохи рококо, в частности с картинами Антуана Ватто и Никола Ланкре. Искусствовед считает, что именно в процессе одновременной работы над этой картиной и картиной «Трактористки» (1943—1944, холст, масло, 129,5 × 175,5 см, собрание семьи Пластовых, на полотне возле ручья изображены две раздевающиеся женщины и наблюдающий за ними издали подросток на фоне уходящего вдаль поля с остановившимся на небольшом расстоянии трактором) у художника созрела мысль вернуться к замыслу 1930-х годов.

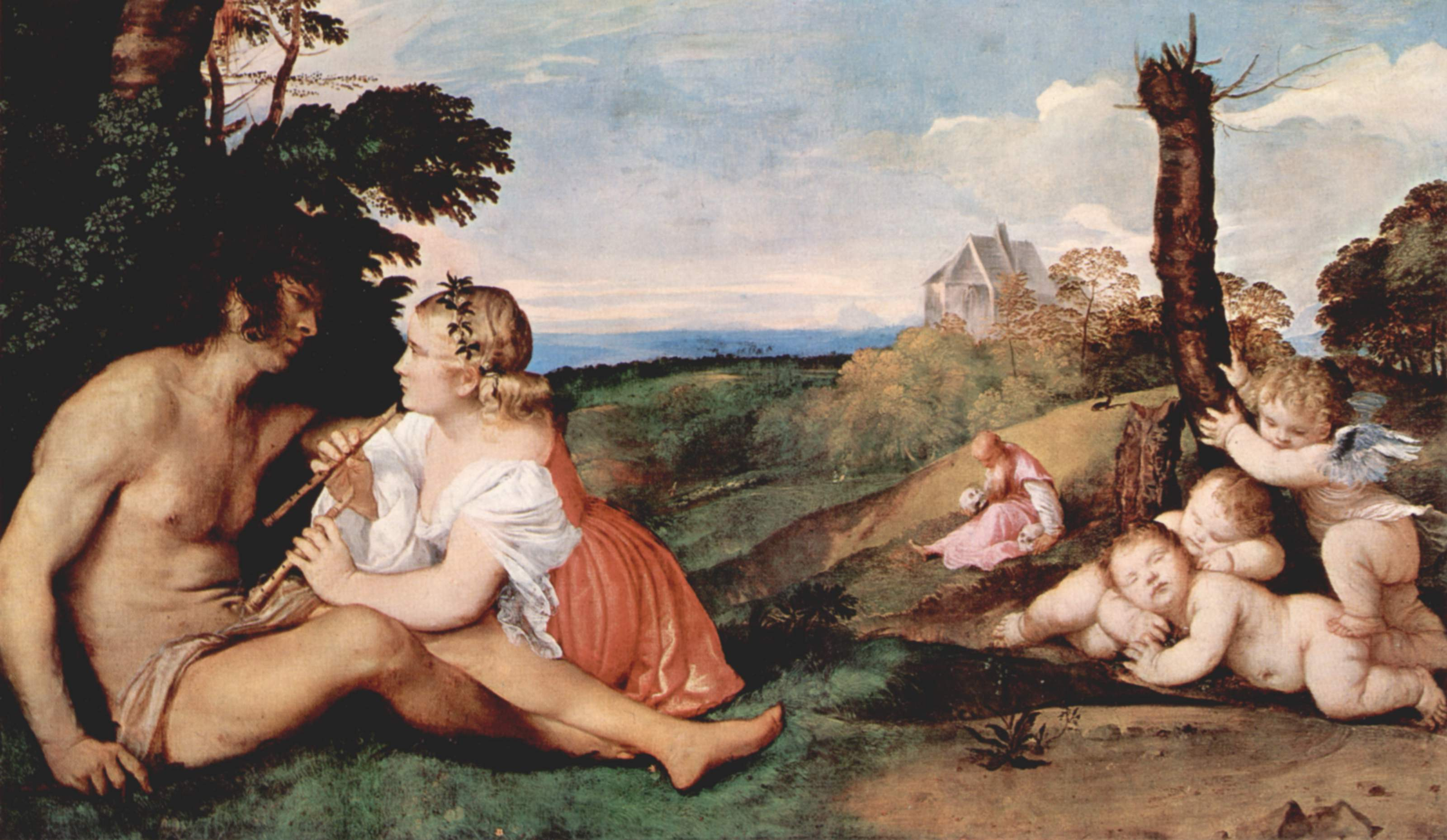
Тициан. Три возраста человека, около 1512—1514

«Эскиз № 2» (бумага, акварель, карандаш, белила, 19 × 22 см, собрание семьи Пластовых) к картине «Весна» относится к 1945 году. Действие на нём происходит уже не в бане, а рядом с ней, угадывается едва намеченный художником весенний пейзаж с ещё лежащим на земле снегом, но женский персонаж одевает не девочку, а мальчика 5—6 лет. Татьяна Пластова выдвинула предположение, что девочка появилась на полотне впоследствии под влиянием аллюзии на картину Тициана «Три возраста человека» (около 1512—1514, масло, холст, 90 × 150,7 см, Национальная галерея Шотландии). Введение такого персонажа, по мнению искусствоведа, вело к удвоению женственности. Исследователь констатировала, что в сравнении с другими картинами к полотну «Весна» художник сделал не так уж много подготовительных работ. Основная же работа над самим полотном проходила летом 1954 года в Прислонихе (там картина «была решена и основательно прописана») и осенью в Москве («Коля натянул мой „Предбанник“, и вот она стоит сейчас на мольберте, и вся Прислониха, как живая, опять перед глазами», — сообщал художник супруге 21 ноября 1954 года). К этому времени относятся наброски в альбоме № 21 (этюд женской фигуры, акварели её рук и головы, акварели головы и руки девочки, а также карандашный набросок женской фигуры в интерьере). «Эскиз № 5» (бумага, акварель, гуашь, белила, 30,5 × 19 см, собрание семьи Пластовых) к полотну «Весна» относится к августу 1954 года. Он предназначен для перевода на холст, поэтому разделён на квадраты. Этот эскиз имеет серьёзные отличия от предыдущих подготовительных работ: сверху добавлено дополнительное пространство, справа, напротив, пространство убрано, по-другому расставлены изображённые на полотне бытовые предметы. Картина приобрела вертикальный характер, и фигуры превратились в смысловой центр композиции. Голова героини, например, оказалась в месте пересечения диагоналей полотна. В этом варианте, однако, нет пейзажа за спинами героев. Роль фона для них играет дощатая стена предбанника, над которой оставлено место только для неба.
Ряд подготовительных работ к картине не сохранились, но они оказались запечатлены на фотографиях: «Рисунок углём на холсте» (август 1954, собрание семьи Пластовых), «Начало работы маслом» (сентябрь 1954, собрание семьи Пластовых). Существуют и оставшиеся только в замыслах варианты полотна. Например, в одном из них («Эскиз № 4», бумага, акварель, белила, 27 × 19 см, собрание семьи Пластовых) действие происходит не ранней весной, а летом. Татьяна Пластова отмечала его декоративность. Аркадий Пластов был не удовлетворён достигнутым результатом и пригласил натурщицу. Татьяна Пластова считает, что натурщиц было две. В работе с ними художник решал две проблемы: положения тела женщины на картине и перспективы. С одной из них — Зои Бурденко — художник делал фотографии и наброски. Со второй натурщицы Пластов сделал акварель, а уже с акварели наброски. Всё это разрешило его сомнения по поводу позы женской фигуры на полотне, а также позволило приблизиться к идеальному образу этого персонажа. После работы с натурщицами художник вновь вернулся к полотну «Весна». Именно в это время Пластов окончательно отказался, по мнению искусствоведа, от стереотипов, как собственных, так и свойственных живописи его времени, и изменил стилистику и «пластический язык» образа женщины — из жанровой картины полотно превратилось в метафору. Женский образ, по утверждению Пластовой, оказался лишённым индивидуальных и портретных черт.
Татьяна Пластова приводила в своей статье письмо художника, датированное 1 января 1955 года, которое позволило ей сделать вывод, что художник дал название полотну уже после окончания работы над ним, и предположить, что в уже практически готовое полотно Пластов продолжал вносить некоторые изменения: «В мастерской весело от моего „праздника“, как я назвал свою ярмарку [автор имеет в виду картину „Праздник“ (1953—1967, холст, масло, Ульяновский областной художественный музей)], и „Весны“, как наметил назвать мою голенькую. Потихоньку и в ней внесено много улучшений и очень важных, и она сейчас смотрится несравненно лучше, чем дома [в Прислонихе или, возможно, в московской квартире художника]».

### Проблема натуры и натурщиц для полотна «Весна»
На картине изображена собственная баня художника, расположенная около речки Урень. Она была построена в 1944 году. Баня была покрыта тёсом, но предбанник был оставлен открытым. По мнению искусствоведа Юрия Козлова и Александра Авдонина-Бирючёвского, маленькой натурщицей стала юная жительница Прислонихи Нина Шарымова (с таким утверждением согласна и Татьяна Пластова). За это художник подарил девочке отрез нарядного шёлка на платье. Пока она бежала с подарком домой, Нина потеряла ткань и вернулась к художнику в слезах, Аркадий Пластов пообещал подарить ей такой же отрез позже. Пластов был хорошо знаком с семьёй своей юной натурщицы. Мария Николаевна Шарымова, мать девочки, была племянницей няни Пластовых Екатерины Васильевны Шарымовой, часто бывала в семье художника, позировала ему иногда многие часы подряд, в том числе для картин «Гуртовщица Маня Шарымова» и «Мама». Позже Нина Шарымова трудилась в Языково и Ульяновске продавцом, затем она переехала в Тольятти в Самарской области, работала там служащей банка. Биограф художника Александр Авдонин-Бирючёвский считал, что образ молодой женщины, которая одевает девочку, — собирательный. Научная сотрудница Третьяковской галереи Эвелина Полищук настаивала (не называя имени), что и этот персонаж имел конкретный прототип — пятнадцатилетнюю девочку из Прислонихи, которая с малых лет неоднократно позировала Пластову. Художник позже запечатлел её на картине «Молодые», где она с мужем идёт по сельской улице. Хлопья снега, изображённые на картине, Аркадий Пластов мастерил из ваты. Затем он их распределял на полотне так, чтобы они не попадали на обнажённое тело женщины.

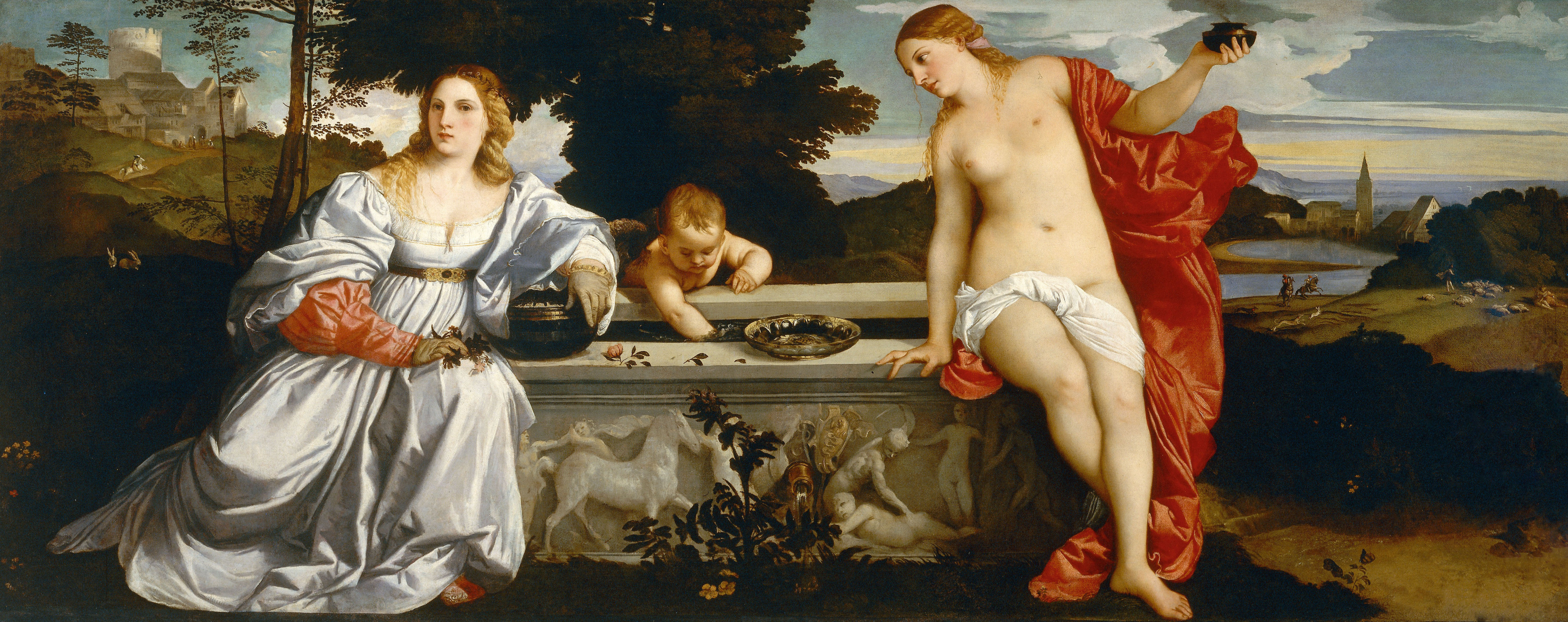
Тициан. Любовь небесная и Любовь земная, 1514

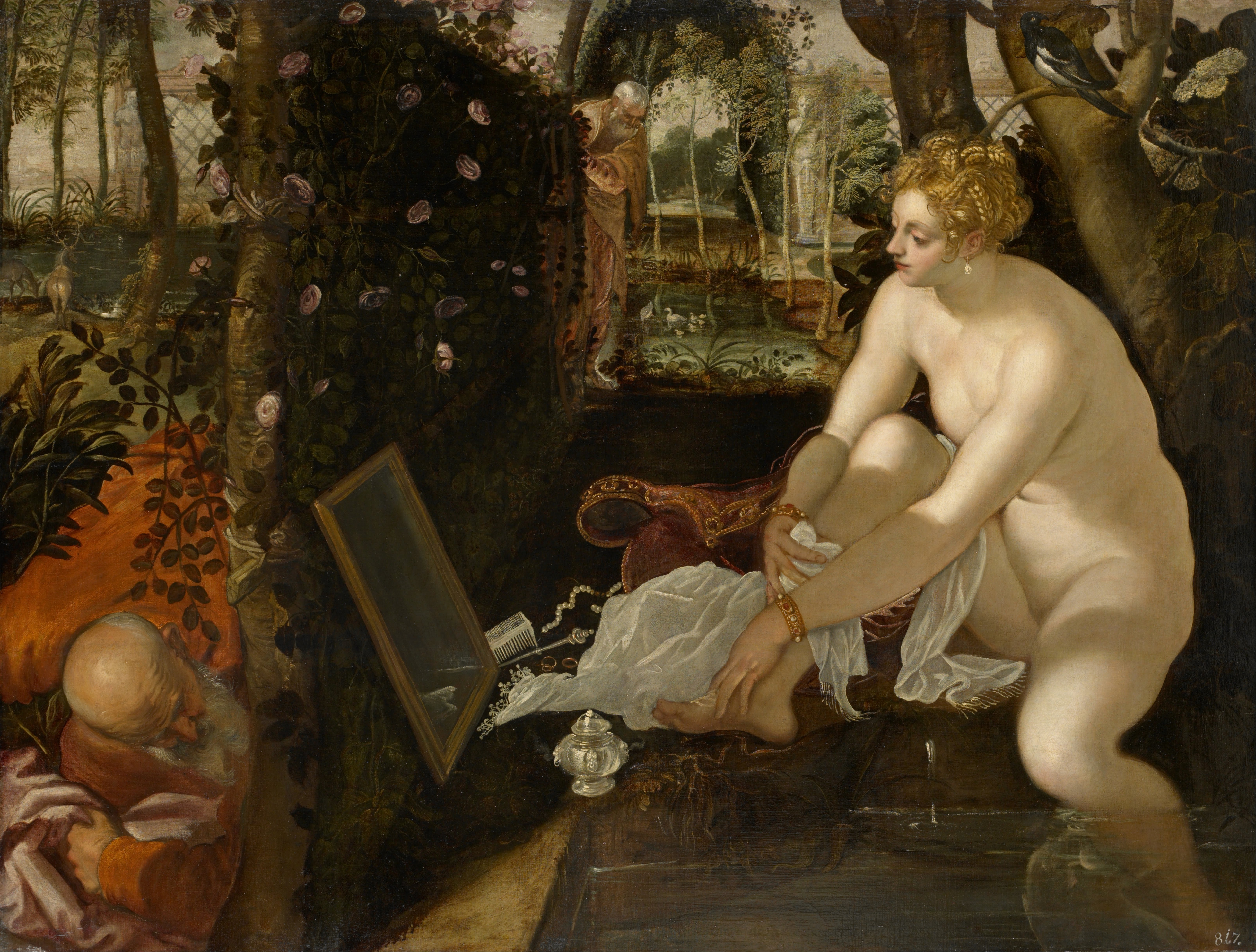
Тинторетто. Сусанна и старцы, 1555—1556

Современный российский исследователь творчества художника Татьяна Пластова в статье «Картина А. А. Пластова „Весна“. К истории создания» в процессе анализа работы художника над полотном и подготовительным материалом к нему пришла к выводу, что «пластическое решение фигуры восходило не к натурному живописному этюду, а к известному типу скульптурной композиции „Венера на корточках“, или „купающаяся Афродита“» (она восходит к оригиналу греческого скульптора второй четверти III века до нашей эры Доидалсаса). К числу произведений подобного типа исследователь отнесла «Венеру Лели» из экспозиции Британского музея и «Венеру на корточках» (фр. «Vénus accroupie») в коллекции Лувра. Скульптурные работы на данную тему были распространены в XVI—XVII веках в Италии и Франции, живописные же, напротив, достаточно редки — правда, известно, что зарисовки с данных скульптур делали фламандский художник эпохи барокко Питер Пауль Рубенс и французский постимпрессионист Поль Сезанн.
Татьяна Пластова отмечала, что художник внёс изменения в скульптурное изображение: убрал поворот тела женщины, нашёл другое положение рук, которое придаёт фигуре бо́льшую устойчивость, выпрямил фигуру, придав этим горделивую осанку (искусствовед, однако, заметила, что подобное самоощущение вовсе не было свойственно русским крестьянкам, воспитанным в духе скромности) вместо стыдливости, присущей оригиналу, часть фигуры художник закрыл свободно струящимися длинными светлыми волосами. Пластову пришлось решать сложную задачу совмещения двух разных моделей перспективы: для пейзажа в верхней части полотна и для сценки в предбаннике в нижней части. Благодаря этому пейзаж Прислонихи стал самостоятельной значимой частью смыслового содержания полотна. Именно он оправдывает его название и лежащую в основе замысла метафору.
Исследователь писала, что Аркадий Пластов пытался создать образ, лишённый чувственности и эротизма, идеальный и недосягаемый — образ «Венеры Небесной» в тициановском смысле. По мнению Татьяны Пластовой, «Весна» сопоставима и с «Сусанной» живописца венецианской школы Тинторетто, где «доминанта чистоты, недоступности и праведности, изначально заложенная в самом библейском сюжете, находит воплощение в идеальном совершенстве наготы».
Ещё одну версию Татьяна Пластова выдвинула в книге «Страна и мир Аркадия Пластова» (2018). В ней она утверждает, что героини большинства лирических картин художника — в их списке, который исследователь приводит в книге, присутствует и «Весна» — отражают особый тип русской женщины, «пластическим прототипом которого стал образ Натальи Алексеевны, супруги мастера». В статье 2020 года Татьяна Пластова уже писала, что художник в картине «Весна» предпринимал попытку создать «формулу „идеального“ тела». Именно поэтому сложен вопрос о прототипе главной героини. Если девочка однозначно имела прототип в лице Нины Шарымовой, то в женщине можно опознать как супругу живописца в молодости, так и его односельчанку Анну Кондратьеву, которая позировала для одного из подготовительных этюдов. В обоих случаях портретное сходство уменьшено.

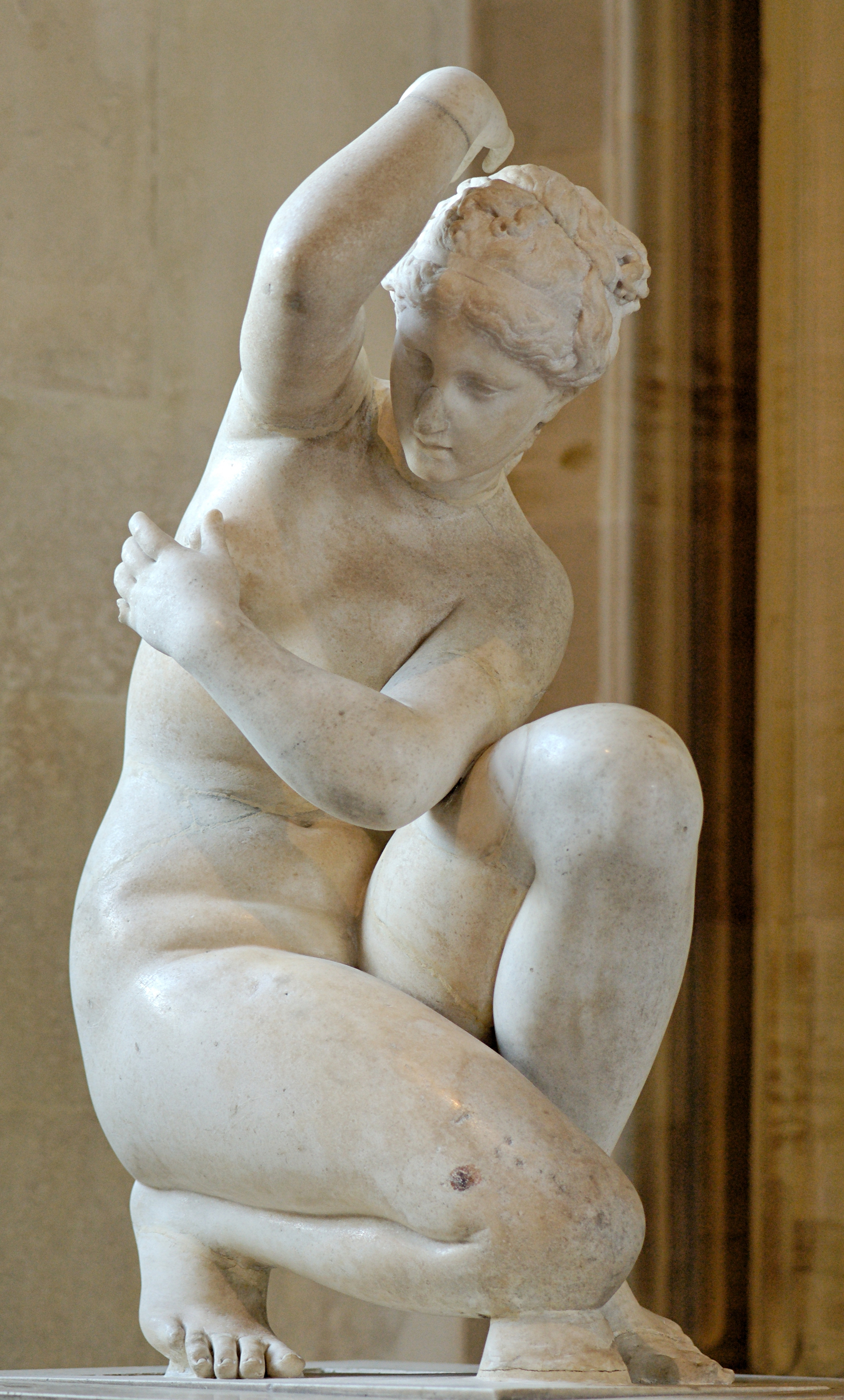
«Венера на корточках» из Лувра
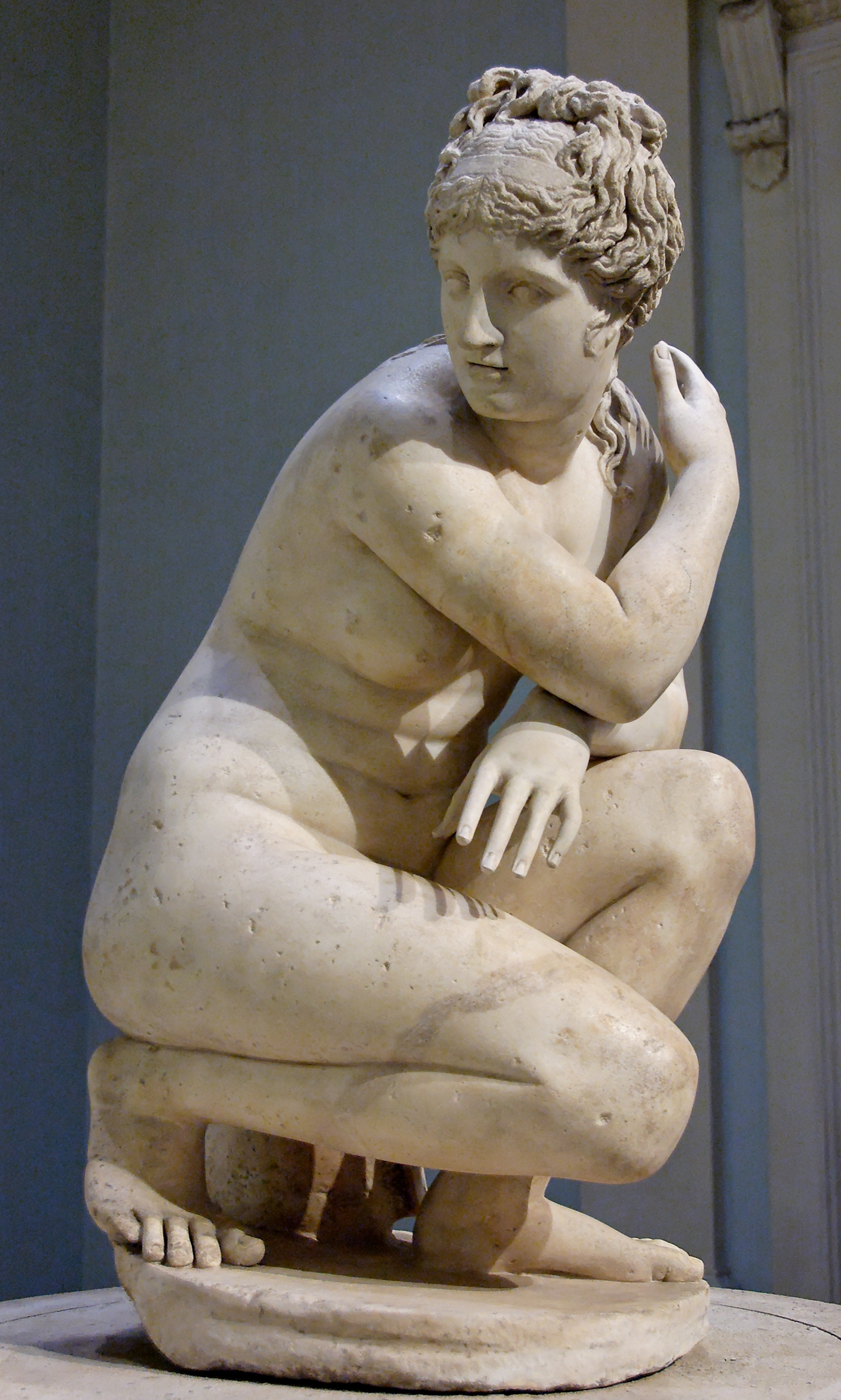
«Венера Лели» из Британского музея

### Картина в экспозиции Третьяковской галереи и на выставках

«Весна» в Новой Третьяковке, 2019 год

Картина «Весна» была завершена в 1954 году. Её размер — 210 × 123 см. Она выполнена в технике масляной живописи на холсте. Впервые полотно было представлено широкой зрительской аудитории на выставке в Академии художеств СССР. Государственная Третьяковская галерея приобрела полотно в 1960-х годах. Инвентарный номер картины в собрании галереи — ЖС-763. В советскую эпоху с выставками картина побывала во многих странах мира. В начале XXI века картина продолжила экспонироваться на выставках. В частности, она была представлена на выставке в Мраморном дворце Русского музея в Санкт-Петербурге, приуроченной к саммиту «Большой семёрки» в 2006 году.
«Весна» на некоторых первых выставках была представлена под другими названиями — «Старая деревня», «В старой деревне», «Весна в старой деревне», «В бане», «Весна. В бане», однако в настоящее время они не используются. Критики требовали замены авторского названия картины, утверждая, что в современной им советской деревне нет курных изб, закопчённых стен и выстланного соломой пола. В результате Аркадий Пластов стал сам размышлять над сменой названия, так как боялся, что картине будет закрыта дорога к зрителю, но остановился на его дополнении, которое также в настоящее время не используется: «Весна. Старая деревня». Другую версию в своей книге представил заслуженный деятель искусств РСФСР Игорь Долгополов. Он утверждал, со слов сына художника, Николая Пластова, что это название было дано без ведома автора сотрудниками Третьяковской галереи. Во время её посещения Аркадий Пластов увидел табличку «Весна. Старая деревня». В негодовании он сорвал с неё вторую часть надписи «Старая деревня», оставив только «Весна».
В ответ на просьбу некоего художественного критика С. объяснить название картины художник сообщал в письме (пунктуация автора): «Что Вам сказать насчёт того, почему я дал название „Весна“ одной моей работе? Если брать „вопросы зрителей“, так ну их с их вопросами. Мне на эти вопросы трудно ответить… Вот как Вы им отвечали, мне было бы интересно узнать. Но если Вы сами хотите задать мне такой вопрос, то это уже много хуже и печальнее, ибо сие значит, что даже наиболее чуткие сердца замкнулись для самых обыкновенных голосов искусства…».
Кандидат педагогических наук Ирина Емельянова и кандидат искусствоведения Эвелина Полищук отмечали, что посетители Третьяковской галереи называли картину «Северная Венера». В настоящее время картина открывает раздел искусства второй половины XX века в зале № 28 постоянной экспозиции Новой Третьяковки — филиала Третьяковской галереи.

## Искусствоведы и зрители о картине

### Картина в советском искусствоведении
Картина «Весна» сразу завоевала внимание художественной критики и широкой зрительской аудитории. Однако безоговорочному одобрению полотна мешало восприятие его с различных точек зрения: по отношению к традициям советского бытового жанра, к современному автору реальному положению в советской деревне, из-за раскола самого общества в отношении к идущему в нём процессу обновления.
Художник и искусствовед Владимир Костин в книге об Аркадии Пластове, вышедшей в 1956 году, писал, что картина на первых же выставках вызвала много вопросов к автору, споров и противоречивых оценок. Отмечалось, что полотно якобы «жизненно не оправдано» и вызвано желанием автора передать чисто живописный эффект обнажённого тела на тёмном фоне. Защитники Пластова отмечали, что обнажённое женское тело — традиционная тема в живописи, но благодаря ханжам и чинушам она многие годы не появлялась в произведениях, экспонированных на выставках в Советском Союзе. Тема эта, хотя и второстепенная для советского искусства, всё же должна получить художественное отражение, отвечающее этическим и эстетическим представлениям советских людей. Картина «Весна», с этой точки зрения, стала одной из первых попыток решить эту художественную проблему. Именно мотив бани делает эту попытку жизненно оправданной. Художник не стремился к передаче выдающейся красоты, к созданию идеального образа, он хотел написать самую обычную женщину в простой естественной позе. Её очарование — в молодости, простоте, целомудрии, здоровье. Владимир Костин отмечал как достоинство полотна то, что Пластов показал закалку русского человека — обнажённая женщина легко переносит холод и, не боясь простуды, не торопится, занятая закутыванием уже вымытой в бане девочки.
Среди критиков полотна оказался директор Государственной Третьяковской галереи в 1951—1954 годах и будущий президент (в 1958—1962 годах) Академии художеств СССР Борис Иогансон. Он утверждал, что Пластов постоянно ошибается, принимая уходящее в прошлое за современность. Так, Иогансон задавался вопросом: «Зачем художник изобразил баню, которая топится именно по-чёрному, и предбанник именно без крыши?» Простительными подобные детали Иогансон считал только за колористический замысел автора — покрытые сажей стены выявляют белизну обнажённого тела, а отсутствие крыши предбанника позволяет показать зрителю пейзаж села. Но живописец писал, что такое объяснение пришло к нему только после того, как он посмотрел картину несколько раз. Принципиально иную позицию занял советский и российский искусствовед, художественный критик, теоретик и историк искусства, в будущем автор термина и идеолог сурового стиля Александр Каменский. Он писал: «…не ради восхваления старого обычая написано это полотно. Оно воспевает прелесть туманного влажного дня ранней весны, красоту молодого крепкого тела девушки, выбежавшей в холодный предбанник, чтобы помочь одеться сестрёнке, крохотной, но уже подражающей степенности взрослых девчурке, с уморительно поджатой нижней губой. Разве не современно это торжество полной сил, живых соков молодости?». Искусствовед делал вывод, что картина порождена новой эпохой — эпохой хрущёвской оттепели.
Кинорежиссёр Сергей Герасимов считал, что картина «Старая деревня» [имеется в виду картина «Весна», но под названием, под которым она экспонировалась на выставке, где её увидел Герасимов] незаслуженно получила отрицательную оценку. Возражая критикам, он говорил:

Народность подразумевает глубокую содержательную идею, живость и образность её воплощения, национальный темперамент и, что очень важно, сердечность как результат любви художника к своему материалу, к самой жизни… Пластов любит своих героев и тонко понимает их природу. Что он увидел в этой женщине? Только ли прекрасную наготу её здорового энергичного тела?… Эта попутная красота произведения. Действительная прелесть его во всей интонации вещи, интонации свежего, юного материнства, в той прекрасной деревенской и такой национальной деловитости, которой исполнен образ молодой матери…— Александр Авдонин-Бирючёвский. Аркадий Александрович Пластов
В вышедшей значительно позднее книге «Среди художников» (1986) Владимир Костин отмечал быстрое получение картиной «Весна» широкой известности и то, что полотно сразу заняло место в постоянной экспозиции Третьяковской галереи. Он назвал картину смелой и неожиданной по сюжету. С точки зрения искусствоведа, мастер сумел выразить редко удающуюся художникам в данной теме «целомудренную чистоту обнажённого женского тела, с его здоровой чувственностью, лишённой эротизма». Картина, в оценке Костина, вызывает у зрителей ассоциативный образ ранней весны, свежести и здоровья.
Искусствовед и график Галина Шубина уточняла, что нагота в советском искусстве трактовалась как «„форма одежды“ спортсменов и трудящихся», но в картине Пластова она оправдывается только намёком на особый статус героини, которая аллегорически представляет раннюю весну. Нищета крестьянского быта в картине (баня топится по-чёрному, нет электричества, минимум удобств) имела второстепенное значение для автора, но её изображение в 1950-х годах было также воспринято неодобрительно.
По мнению кандидата искусствоведения Галины Леонтьевой, существует «перекличка настроений» между картинами Аркадия Пластова «Первый снег» (1946, Тверская областная картинная галерея, холст, масло, 146 × 113 см, инвентарный номер — ж-1304) и «Весна»: «…в потоке ярких солнечных весенних дней мелькнёт один такой вот — тихий, освещённый блёклым ровным светом, полный осенней задумчивости. Весна будто вспоминает об осени». «Первый снег» изображает приход зимы. В картине «Весна» запечатлён день, когда зима уже уходит. В одной картине сыплет с неба первый снег, в другой — на землю падают крупные пушистые хлопья последнего снега.
Советский искусствовед Ариадна Жукова относила картину к наиболее интересным работам художника (среди них «Первый снег», «Ужин трактористов», «Когда на земле мир»). На всех этих полотнах присутствуют дети. Жукова делала вывод, что в них художника привлекали юность, свежесть, «появление нового». Даже природу, по мнению Жуковой, Аркадий Пластов показывает «не только от собственного лица, но и от лица его маленьких героев, через их непосредственное, чистое восприятие мира». По её мнению, художник воспринимает окружающий его мир глазами первооткрывателя. Следствием этого является «радостное, лирическое звучание его картин». Рассказывая о самой картине «Весна», Жукова отметила, что тот, кто мылся в русской бане, знает: женщине не холодно на снегу после жаркой бани, именно поэтому она не торопится уйти из-под падающих снежинок. Со слов искусствоведа, героиня полотна «бессознательно радуется ощущению своей молодости, здоровья, силы». «Весну» Жукова назвала одним из самых поэтичных и чистых изображений женщины в советской живописи.

### Картина в современном российском искусствознании
Народные художники СССР, действительные члены Академии художеств СССР Сергей и Алексей Ткачёвы назвали в статье «Слово о А. А. Пластове (к 90-летию художника)» картину «Весна» одним из шедевров Аркадия Пластова. Они писали: «По чистоте и целомудрию, духовному здоровью и поэтической красоте образ молодой матери в этом полотне стоит в ряду лучших женских образов мирового искусства». Анализируя «Весну», Ткачёвы писали, что её автор «мыслит цветом и потому цвет во многом определяет эмоциональное содержание его полотен». Однако успеху его в творчестве способствуют влюблённость в природу и способность на самоотверженный труд. Именно это позволило Аркадию Пластову в полотне «Весна» добиться такого «пленительного волшебства, которое буквально завораживает зрителя». В доказательство своей мысли Ткачёвы цитируют самого автора картины: «всегда иди за советом к матери-природе, к правде окружающего, терпеливо выслушай сто раз, что она, эта натура, тебе раскроет и расскажет, и ты никогда не будешь в накладе и тогда уже наверняка ты донесёшь до зрителя то, что хочешь донести».

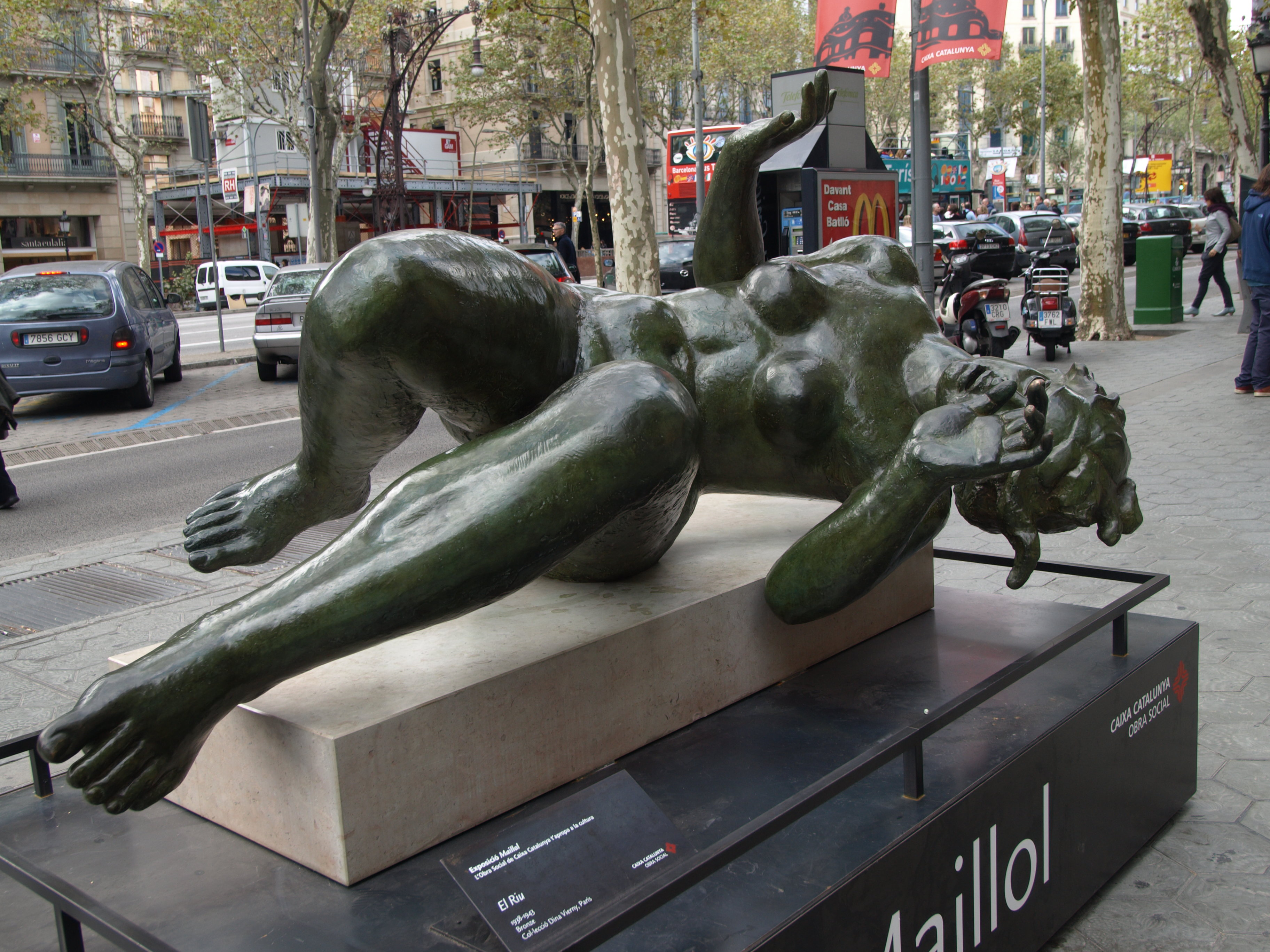
Аристид Майоль. Река, 1938—1943

Коллектив авторов книги «Русские художники от „А“ до „Я“» (2010) отмечал в картине восхищение художника сильной и здоровой деревенской женщиной, которая ласкова к дочери и забывает из-за материнских чувств о снеге и холоде. Темой картины искусствоведы считали не пробуждающуюся природу, а «весну жизни» — обнажённая фигура женщины символизирует красоту, любовь и радость. Необычность картины Пластова они видели в редкости жанра «ню», к которому они отнесли «Весну», в русском изобразительном искусстве, а также в возвращении художника к традициям «старых мастеров» и «вечным» темам искусства в эпоху господства социалистического реализма.
По мнению филолога и искусствоведа Татьяны Пластовой, высказанному в книге «Пластов» (2011), в картине «Весна» художнику удалось воплотить идеал телесной и духовной красоты, который живёт в сердце каждого человека и, как правило, не находит воплощения в реальной жизни. Холодноватость, некоторая отстранённость, трогательный образ ребёнка, простота и естественность сюжета ставят это произведение на недоступный для чувственного восприятия пьедестал чистого восторга и целомудренной любви, а авторское название «Весна» (а не «В старой бане», например) подчёркивает метафоричность картины. Другая точка зрения присутствует в более поздней книге 2018 года той же Пластовой. В ней искусствовед называет «Весну» воплощением идеальной, тициановской Любви Небесной и противопоставляет её Венере Земной, воплощённой в скульптурном творчестве француза Аристида Майоля и нашедшей отражение в более раннем творчестве Аркадия Пластова, в частности в полотне «Трактористка» (1943—1944).
«Пронзительный», по словам Татьяны Пластовой, фон картины связан, с её точки зрения, с учёбой Аркадия Пластова у Дмитрия Архангельского. Как и у Архангельского, здесь изображён «архетип русского ландшафта», «лишённый случайностей». Пластова противопоставляла друг другу «поэсии» художника 1950-х и 1960-х годов. К «поэсиям» 1950-х годов Пластова относила и «Весну». Среди «поэсий» другого времени присутствуют трагические военные картины мастера первой половины 1940-х годов и победные, триумфальные полотна второй половины этого же десятилетия (в частности, «Сенокос»). Татьяна Пластова обратила внимание, что для «Весны» художник отказался от традиционной модели построения перспективы. В картине он использовал два варианта перспективного сокращения: один — для верхнего пейзажа, а другой — для нижней части полотна. Выбор художником в этой картине низкой линии горизонта Пластова связала с попыткой «преодоления натуралистической деформации тела в перспективе с близкого расстояния, что происходило в натурных этюдах». Пластова писала, что большое значение для художника в процессе работы играли фотоэтюды, «позволявшие „смоделировать“ низкий горизонт и определить наиболее удачную точку зрения». Анализ искусствоведом подготовительного материала к картине свидетельствует, с точки зрения Татьяны Пластовой, о развитии замысла полотна «от бытового сюжета к метафоре, к поэтике „бессобытийного жанра“».

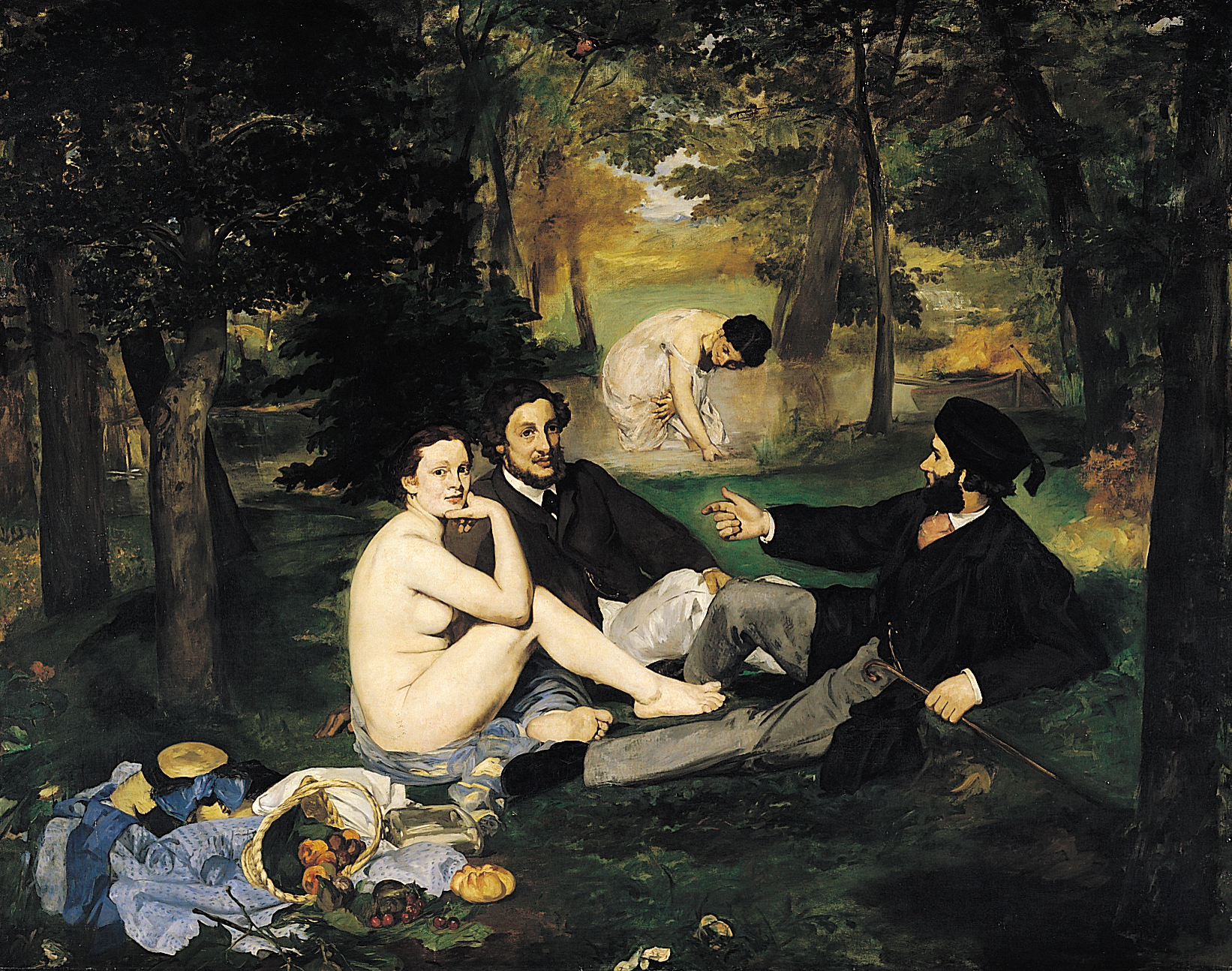
Эдуард Мане. Завтрак на траве, 1863

Джорджоне. Сельский концерт, 1509

Татьяна Пластова отметила «музейный» контекст «Весны» Пластова. Его она, например, увидела в сопоставлении обнажённой фигуры с одетой (параллели искусствовед нашла в «Сельском концерте» Джорджоне и «Завтраке на траве» Эдуарда Мане). В картине «Весна» обнажённое тело противопоставлено тёплой матовой одежде девочки. Сам колорит обнажённого тела основан на соединении голубой и розовой краски с охрой и белилами. По мнению Пластовой, художник показал себя в этом последователем Джорджоне и раннего Тициана. Пейзаж и натюрморт, а также «расширение камерного пространства картины за счёт открывающегося весеннего пейзажа» также, с точки зрения искусствоведа, соотносятся с традицией старых мастеров западноевропейской живописи. Однако противопоставление стихий и сущностей — огня («обозначенного дымом и закопчённой дверью»), земли, «открывающегося в пейзаже неба», а также «устойчивой незыблемой воды в ведре» — делают ещё сложнее и глубже смысл картины. Татьяна Пластова писала, что присутствие ребёнка на полотне, зимний пейзаж, падающие снежинки «не приближают» женскую обнажённую фигуру к зрителю, а, напротив, «делают её доступной лишь восхищённому, почти молитвенному созерцанию». В этом отношении искусствовед проводила сравнение полотна Аркадия Пластова с одноимённой картиной флорентийского художника Сандро Боттичелли.
Татьяна Пластова называла картину «Весна» безупречным символом новой эпохи хрущёвской оттепели, сравнивая её с циклом стихов Бориса Пастернака в романе «Доктор Живаго». Существование полотна, по мнению искусствоведа, доказывает, что оттепель не была подарком народу от власти, а являлась результатом духовного подвижничества, несомненной победой лучших творцов страны. В то же время Пластова отмечала, что картина «Весна» остаётся одной из самых малоизученных работ художника из Прислонихи. В своей статье «Картина А. А. Пластова „Весна“. К истории создания» исследователь утверждала, что до настоящего времени не прояснена история её замысла и его воплощения, не анализировался подготовительный материал (наброски, этюды, эскизы…), не прослежены особенности восприятия полотна широкой зрительской аудиторией и художественной критикой.

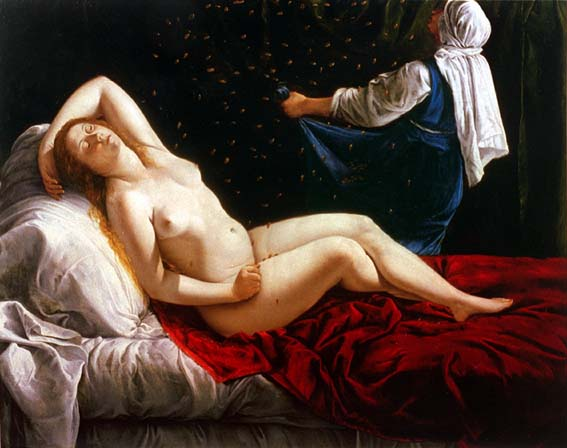
Артемисия Джентилески. Даная, около 1612

Научный сотрудник Государственной Третьяковской галереи Евгения Яркова отмечает, что скромность быта героев картины «перебивается» потоком золотого света. Он выделяет на полотне обнажённую фигуру женщины. Источник освещения зрителю неизвестен. По мнению искусствоведа, эта деталь соотносит «Весну» с мифом о Данае, который является классическим для жанра «ню». На картинах, изображающих эту сцену, свет иногда представлен в виде дождя из монет. Свет у Пластова — не сюжетный элемент, как в картинах с изображением Данаи (под видом золотого дождя к своей возлюбленной проник Зевс), а композиционный приём. Взаимодействие света и воздуха в пространстве картины даёт эффект сиюминутности. Цвет падающего снега меняется от тусклого к яркому по мере приближения к телу женщины, которое Яркова воспринимает как аллегорию весны. Русые волосы, золотые колосья, розоватые оттенки кожи женщины противопоставляются художником двери бани, воде в ведре, пейзажу. Ощущение тепла создаёт идущий из бани пар, а холода — покрытая снегом земля. Значимая деталь, дополняющая эффект случайности в композиции, — выделяющаяся цветом зелёная рукавица на соломе, которая играет роль горячего камертона в общей тональной структуре произведения.
Кандидат искусствоведения Инга Филиппова в своей диссертации, посвящённой позднему периоду творчества художника, отмечает, что в отличие от других работ Пластова, где персонажи существуют независимо друг от друга, находятся во власти собственных раздумий, в картине «Весна» драматургия строится на взаимодействии героев — матери и ребёнка. В подобных картинах, где герои находятся в непосредственном общении друг с другом, художнику редко удавалось достичь достоверности и выбрать соответствующую интонацию. В «Весне» же «образно-смысловая линия строится на тонких эмоциональных направлениях, связующих действие в единое целое, которое невозможно расчленить или прервать. В жанровой сценке, в бытовой ситуации, художником представлено такое богатство чувств и переживаний, на какое редко претендуют произведения этого жанра».
Филиппова считала, что среди картин 1950-х годов полотно «Весна» является «особым достижением» и «одной из вершин творчества» Аркадия Пластова. Оно исключительно по наполнению жанрового сюжета поэтическим содержанием, в рамках жанровой сцены художник создал образ, обладающий «божественной красотой». В композиции «Весны» больше деталей и действия, чем в других двух полотнах мастера этого времени: в «Роднике» (1952, холст, масло, 221 × 121 см, Национальная картинная галерея Армении) и «Юности» (другое название — «Отдых», 1954, холст, масло, 170 × 204 см, Государственный Русский музей, Ж-7012). Художник увлечён не только собственными чувствами в передаче отношения к изображаемому им факту, но и «сосредоточен» на переживании своей героини, передаёт её материнскую заботу и любовь.
Доктор искусствоведения Владимир Леняшин считал «Весну» одной из наиболее поэтичных картин Аркадия Пластова. Искусствовед отмечал «пленительный контраст» зимнего воздуха, неказистой деревенской бани и «ослепительного сияния тела» героини картины, нежности лица ребёнка, которые озаряют «драгоценным солнечным светом» лежащую на полу солому. Женщина и ребёнок были дороги Пластову. Художник, по убеждению Леняшина, декларировал в этом полотне мораль («нравственные народные ценности»), вырабатывавшуюся веками. Исследователь безоговорочно относил эту картину к социалистическому реализму и считал её, как и ряд других картин художника, гордостью этого направления в живописи. Владимир Леняшин отмечал, с какой лёгкостью художник сумел решить в картине «поставленную ещё импрессионистами проблему пленэра» в необычно сложных условиях — передать обнажённую фигуру в окружении снега. Искусствовед также обращал внимание, что у Пластова вызывало протест желание дать его картинам более конкретные названия. Данное полотно для художника было именно «Весной», но никоим образом не «После бани».

## В культуре
Член международного Союза художников-педагогов Марина Глазова и директор Школы изобразительных искусств в Обнинске Владимир Денисов анализируют «Весну» Аркадия Пластова в учебном пособии «Изобразительное искусство. Алгоритм композиции» (2012). Они выявляют композиционную структуру полотна — соотносящиеся друг с другом четыре квадрата, а также специфику колористического решения сюжета художником — «в картине „Весна“ белый цвет растворён в виде благодати и любви, его практики не замечаешь, но он присутствует и проникает в камерное пространство». Доктора педагогических наук Станислав Ломов и Сергей Игнатьев, а также учительница Марина Кармазина в учебнике для общеобразовательной средней школы «Искусство: Изобразительное искусство. 8 класс» (2019) используют полотно «Весна» для иллюстрации понятия «статичная композиция». Они отмечают, что в такой композиции в процессе расположения основных элементов художники используют композиционные схемы в виде простых геометрических фигур. Особенностью статичных композиций является устойчивая композиционная схема. В частности, у Аркадия Пластова в картине «Весна» это — прямоугольник. Репродукции картины нашлось место даже в монографии «Очерки истории водоснабжения и водоотведения (теоретический, практический и социокультурный аспекты)» (2014) под редакцией доктора исторических наук Валерия Бойко.

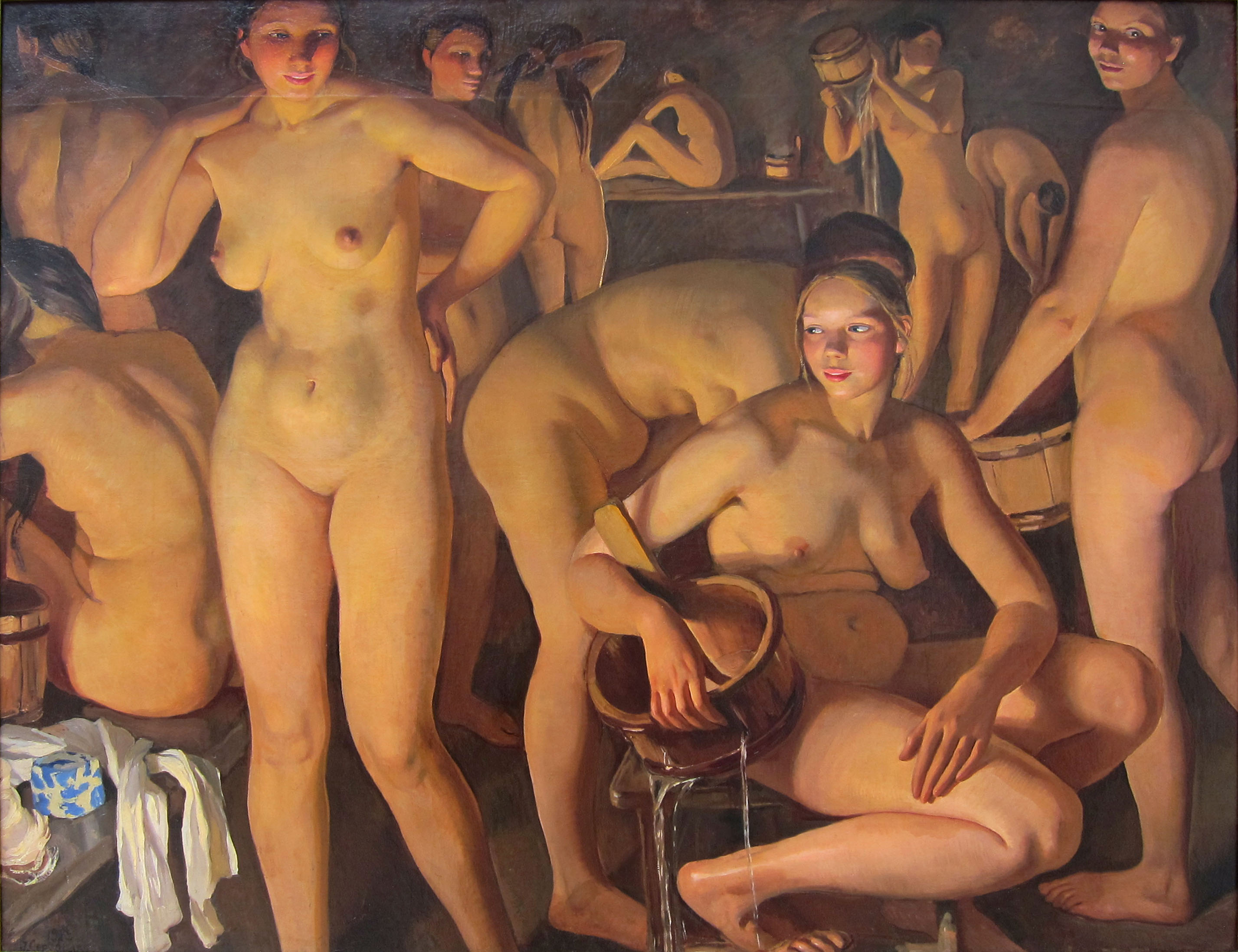
Зинаида Серебрякова. Баня, 1913

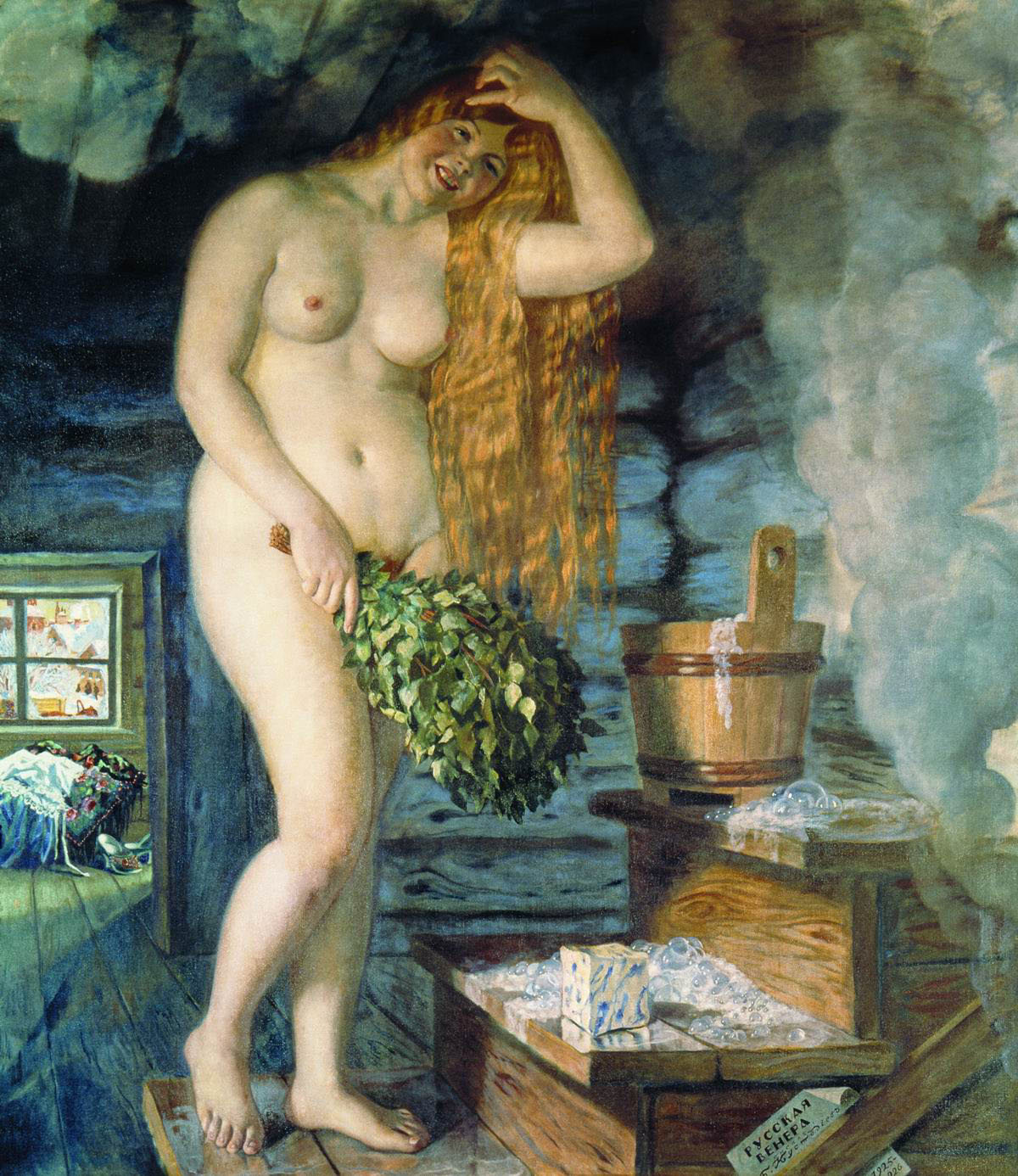
Борис Кустодиев. Русская Венера, 1925—1926

Доктор исторических наук Изабелла Шангина в книге «Русский традиционный быт: Энциклопедический словарь» (2003) иллюстрирует картиной «Весна» своё описание предбанника русской бани. Самый примитивный, указывает Шангина, вариант предбанника — деревянная загородка без крыши и двери. В этом случае, как рассказывает автор, в любое время года люди раздевались и одевались фактически снаружи бани, а на время пребывания в ней оставляли прямо на улице чистое и грязное бельё.
Русскоязычная нидерландская писательница еврейского происхождения Марина Палей упоминает картину Аркадия Пластова в романе «Дань саламандре: петербургский роман» (2012). Героиня романа сравнивает себя в яркий зимний день с героиней полотна «Весна» — «девочкой, пребывающей, с той или иной степенью яркости (и независимо от времени года), в пластовском великолепии». Выходя из дома, она делает макияж, чтобы «выглядеть под стать окружающей красоте». Советский и российский искусствовед, член Союза художников России, директор Государственного литературно-мемориального музея-заповедника А. П. Чехова «Мелихово» Юрий Бычков в книге воспоминаний «В жизни чего только не бывает» (2013) одну из глав назвал «Банная благодать». В ней он пишет о «ценности» своих «банных наблюдений» в раннем детстве, когда вместе с матерью ходил в баню в женские дни. Подтверждение значительности своих впечатлений искусствовед, с его слов, получил позже, когда познакомился с шедеврами классиков данного жанра: Галины Серебряковой [у автора ошибка: следует читать Зинаида Серебрякова], Александра Герасимова, Аркадия Пластова, Бориса Кустодиева. Бычков делал вывод: «банные сюжеты красноречиво говорят: сие есть красота абсолютная, безусловная, совершенная, полная». В первом издании 2013 года данный текст сопровождает репродукция картины «Весна».
Писательница и продюсер Александра Пискунова рассказывала о своих впечатлениях от картины:

…Я вошла в зал и, ещё не понимая ясно, что передо мной, устремилась к полотну. Оно висело против окон. Серый зимний свет с улицы падал на картину, на розовое тело обнажённой юной женщины, присевшей на корточки в предбаннике без крыши, чтобы одеть вымытую дочку. Над нею шёл крупный и редкий весенний снег, и время дня в картине было такое же, предсумерки, и всё это соединилось — жизнь и искусство, и было у меня на душе удивительно легко и светло.— Александр Авдонин-Бирючёвский. Аркадий Александрович Пластов